# (9563) Kitty
(9563) Kitty (1987 SJ1) – planetoida z pasa głównego asteroid okrążająca Słońce w ciągu 3,63 lat w średniej odległości 2,36 j.a. Odkryta 21 września 1987 roku.